# Запольский, Иван Ипатович
Иван Ипатович Запольский (1773 — 1810/1811) — профессор прикладной математики и опытной физики в Казанском университете.

## Биография
Родился в 1773 году.
Воспитывался сначала в Севской и Белгородской духовных семинариях, затем в Киевской духовной Академии и Московском университете (1796). В 1799 году он был определён в Казанскую гимназию учителем физики и математики, а в 1805 году назначен адъюнктом прикладной математики и физики во вновь открывавшийся тогда Казанский университет и тогда же принял заведование его физическим кабинетом; с августа 1807 года исполнял обязанности секретаря совета. Утверждённый 16 января 1810 года экстраординарным профессором по занимаемой кафедре, он в том же году, 20 декабря, скончался.
Его сочинения: «De summo bono» (рукописное?), одобренное Дерптским университетом, и «Рассуждение о самолюбии», написанное в 1807 году и изданное (по смерти) в «Трудах Казанского общества любителей отечественного слова» (Казань, 1815).